# Xu You
En aquest nom xinès, el cognom és Xu.
Xu You (mort el 204 EC) va ser un estrateg servint sota el senyor de la guerra Yuan Shao durant el període de la tardana Dinastia Han Oriental de la història xinesa.

## En la ficció
En la novel·la històrica el Romanç dels Tres Regnes, Xu és presentat com una persona cobdiciosa per naturalesa. Es diu que Xu havia estat un amic proper de Cao Cao en la infància, i durant la batalla de Guandu, Xu va decidir abandonar el bàndol de Yuan Shao per unir-se al de Cao. Açò va ser perquè Shen Pei havia informat a Yuan que la família de Xu havia estat empresonada amb càrrecs de corrupció. Aleshores, Xu estava suggerint una estratègia a Yuan, i quan aquest últim va rebre la notícia, va fer befa de Xu i va dir: "Encara tens la barra de presentar les teves estratègies davant meu".
Xu estava furiós i va deixar a Yuan per unir-se Cao. Ell suggerí Cao ataqués Wuchao, on l'exèrcit de Yuan tenia els seus subministraments emmagatzemats. Va ser precisament pel pla de Xu que Cao va aconseguir una victòria estratègica sobre l'exèrcit massiu de Yuan a la batalla de Guandu. Més tard, Xu va mostrar falta de respecte quan Cao presentava els seus respectes davant la tomba de Yuan, i va ser mort per Xu Chu